# Galovac (sjö)
Galovac är en sjö i Kroatien.   Den ligger i länet Lika, i den centrala delen av landet, 110 km söder om huvudstaden Zagreb. Galovac ligger 597 meter över havet. Den ligger vid sjöarna  Prošćansko Jezero och Kozjak. I omgivningarna runt Galovac växer i huvudsak lövfällande lövskog.